# Sallandse Heuvelrug
Sallandse Heuvelrug este o arie protejată (arie specială de conservare — SAC, sit de importanță comunitară — SCI, arie de protecție specială avifaunistică — SPA) din Țările de Jos întinsă pe o suprafață de 2.217 ha, integral pe uscat.

## Localizare
Centrul sitului Sallandse Heuvelrug este situat la coordonatele 52°20′17″N 6°24′36″E / 52.3381°N 6.4099°E.

## Înființare
Situl Sallandse Heuvelrug a fost declarat sit de importanță comunitară în iulie 1998 pentru a proteja 4 specii de animale. Alte tipuri de protecție:
- arie de protecție specială avifaunistică (în martie 2000)[3]
- arie specială de conservare (în mai 2013)[2][4][5]

## Biodiversitate
Situată în ecoregiunea atlantică, aria protejată conține 7 habitate naturale: Lacuri și iazuri distrofice naturale, Pajiști umede nord-atlantice cu Erica tetralix, Pajiști uscate europene, Formațiuni de Juniperus communis pe lande sau pajiști calcaroase, Formațiuni ierboase bogate în specii de Nardus, dezvoltate pe substraturi silicioase în zone montane (și în zone submontane, în Europa continentală), Turbării active, Depresiuni pe substraturi de turbă de Rhynchosporion.
La baza desemnării sitului se află mai multe specii protejate:
- păsări (3): caprimulg (Caprimulgus europaeus), mărăcinar negru (Saxicola torquatus), cocoș de mesteacăn (Tetrao tetrix)
- amfibieni (1): triton cu creastă (Triturus cristatus)